# Leptoctenopsis translativena
Leptoctenopsis translativena là một loài bướm đêm trong họ Geometridae.